# Обуховець (Ленінградська область)
Обуховець (рос. Обуховец) — селище у Тосненському районі Ленінградської області Російської Федерації.
Населення становить 116 осіб. Належить до муніципального утворення Любанське міське поселення.

## Історія
Населений пункт розташований на історичній землі Іжорія.
Згідно із законом від 22 грудня 2004 року № 116-оз належить до муніципального утворення Любанське міське поселення.

## Населення
| 2007 | 2010 | 2017 |
| ---- | ---- | ---- |
| 191  | ↘116 | →116 |